# Fiachnae mac Báetáin
Fiachnae mac Báetáin (m. 626), también llamado Fiachnae Lurgan o Fiachnae Find, fue rey de Dál nAraidi y Rey Supremo de Ulaid a comienzos del siglo VII. Era hijo de Báetán mac Echdach y hermano de Fiachra Cáech (m. c. 608), nieto del rey de Ulaid Eochaid mac Condlai (m. 552) y padre de Mongán mac Fiachnai.

## Vida y reinado
El reino de Dál nAraidi era de hecho un grupo de tribus Cruthin compitiendo, y, de ese modo, la sucesión al trono fue lograda más por la fuerza de las armas y el prestigio que por métodos más regulares. Según las genealogías, el predecesor de Fiachnae fue su tío abuelo Áed Dub mac Suibni, que murió c. 588, y Fiachnae se convirtió en rey algún tiempo después de su muerte. El trono de Ulaid era disputado por los reyes de Dál nAraidi y de Dál Fiatach, así que Fiachnae accedió directamente al poder pero necesitó de algún tiempo para imponerse como rey tras la muerte de su predecesor, otra vez Áed Dub. Hay referencia en los Anales de los Cuatro Maestros datada en 597 describiendo la Batalla de Cuil Cael donde derrotó al rey de Dal Fiatach Fiachnae mac Demmáin y podría datarse su reinado sobre Ulaid a partir de esta fecha.
Aunque no han sobrevivido fuentes históricas sobre la vida de Fiachnae, excepto algunas someras menciones en los anales irlandeses, numerosas tradiciones posteriores y un poema perdido titulado Sluagad Fiachnae meic Báetáin co Dún nGuaire i Saxanaib (El ejército de Fiachnae mac Báetáin a Dún Guaire (Bamburgh?) en el reino de los sajones) sugiere que fue una figura significativa en su época, haciendo campaña contra Edwin de Northumbria y quizás también contra su predecesor Æthelfrith. Pudo haber capturado Bamburgh - o sólo asediado - circa 623.
Las fuentes literarias afirman que la madre de Fiachnae, que se dice procedía de los Dál Fiatach, le concibió como venganza contra su marido. A Báetán no le gustó el niño y una vez azuzó un feroz perro sobre él, que Fiachnae mató atravesándole el corazón.
La saga del siglo VIII Compert Mongáin, cuenta las hazañas de un semi legendario hijo, Mongán mac Fiachnai, engendrado en la esposa de Fiachnnae por el dios del mar Manannán mac Lir, mientras Fiachnae luchaba junto a Áedán mac Gabráin de Dál Riata. Mongán fue asesinado en c. 625, en batalla contra los Britanos de Strathclyde. Puede ser que Fiachnae fuera, de hecho, Rey Alto de Irlanda durante algún tiempo si se le identifica con el Féachno que sucedió a Diermait (presumiblemente Diarmait mac Cerbaill) en la lista Baile Chuinn Chétchathaig.
El cuento escrito en irlandés medio Fiachna mac Báetáin 7 Ríge Alban "Fiachnae mac Báetáin y el Reino de Escocia" cuenta cómo Fiachnae obtuvo la corona de Escocia. El cuento incluye características sobrenaturales y tropos literarios comunes. El Prefacio al Amra Coluimb Cille declara que Fiachnae dio hospitalidad a los poetas de Irlanda cuándo fueron expulsados del resto del país.
Fiachnae fue asesinado en 626 en la Batalla de Leithet Midind, derrotado por Fiachnae mac Demmáin de Dál Fiatach. Su hijo Mongán falleció antes que él y un segundo hijo, Scandal Sciathlethan, padre de Congal Cáech, posiblemente también, pero un tercer hijo, Eochaid Iarlaithe, vivió hasta alrededor de 666.